# Callionymoidei
Sous-ordre
Les Callionymoidei sont un sous-ordre de poissons perciformes.

## Liste des familles
Selon World Register of Marine Species (1 mars 2017) :
- famille Callionymidae Bonaparte, 1831
- famille Draconettidae Jordan & Fowler, 1903

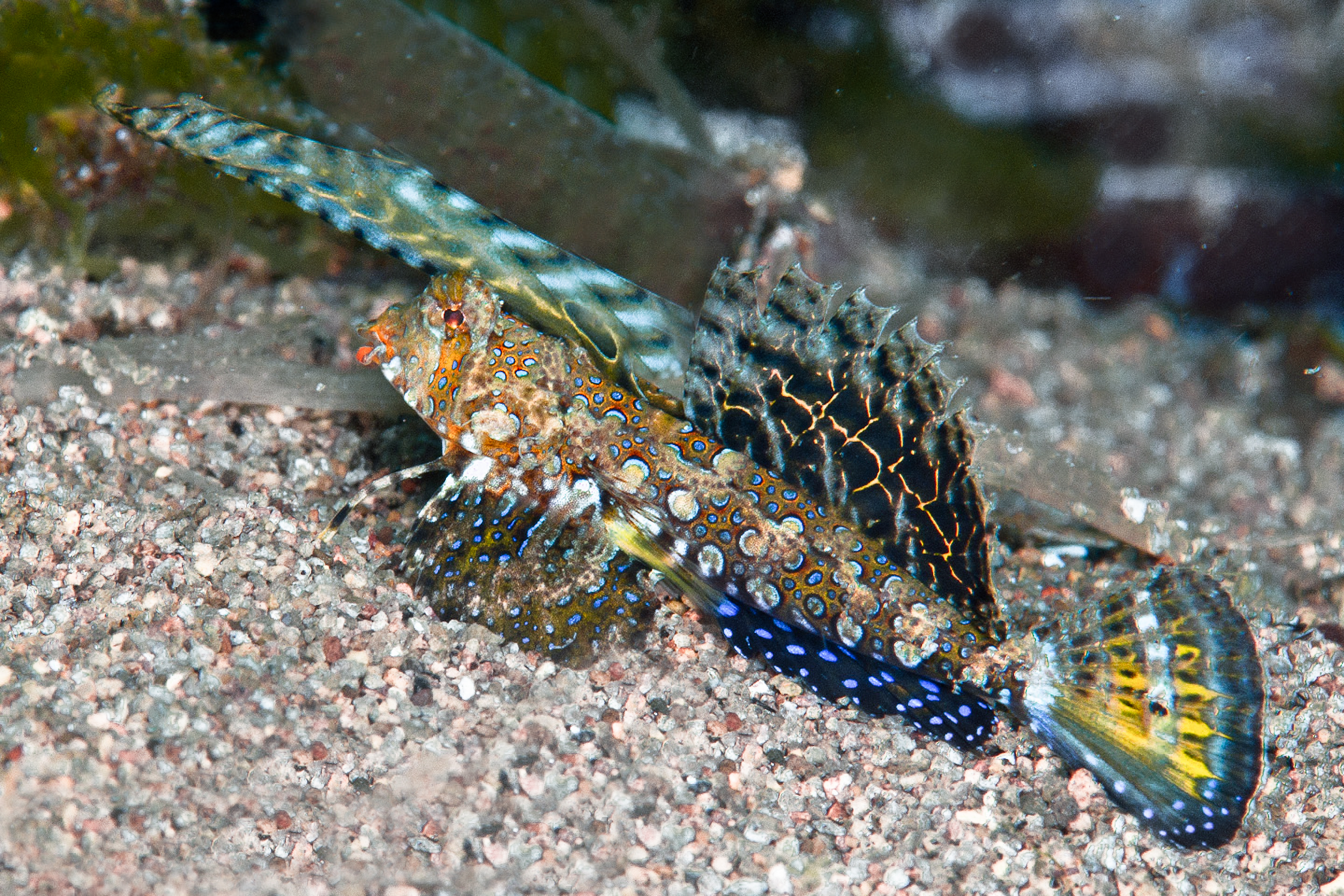
Dactylopus kuiteri (Callionymidae).
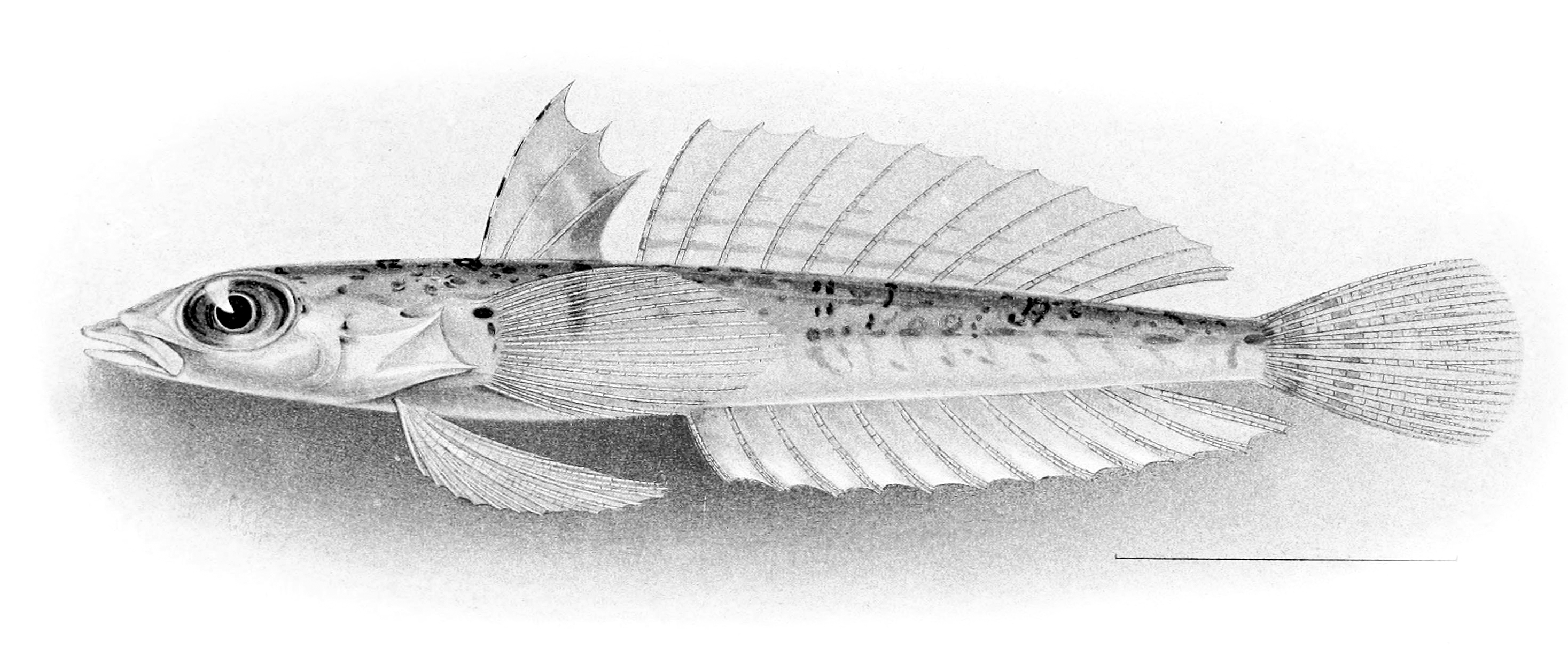
Draconetta xenica (Draconettidae).